# 中甸垂头菊
中甸垂头菊（学名：Cremanthodium chungdienense）是菊科垂头菊属的植物，为中国的特有植物。分布在中国大陆的云南等地，生长于海拔3,600米至4,100米的地区，多生在山坡草地或水沟边，目前尚未由人工引种栽培。